# Шендорф (Шлајц)
Шендорф (њем. Schöndorf) општина је у њемачкој савезној држави Тирингија. Једно је од 76 општинских средишта округа Зале-Орла. Према процјени из 2010. у општини је живјело 295 становника. Посједује регионалну шифру (AGS) 16075102.

## Географски и демографски подаци
Шендорф се налази у савезној држави Тирингија у округу Зале-Орла. Општина се налази на надморској висини од 440 метара. Површина општине износи 10,1 km². У самом мјесту је, према процјени из 2010. године, живјело 295 становника. Просјечна густина становништва износи 29 становника/km².